# Salvador de Zapardiel
Salvador de Zapardiel ist ein Ort und eine spanische Gemeinde mit 103 Einwohnern (Stand: 2024) im Süden der Provinz Valladolid der Region Kastilien-León.

## Lage
Salvador de Zapardiel liegt in der Iberischen Meseta ca. 55 km (Fahrtstrecke) südsüdwestlich von Valladolid in einer Höhe von ca. 775 m. Das Klima im Winter ist kalt, aber nur selten frostig, im Sommer dagegen warm bis heiß; der spärliche Regen (ca. 461 mm/Jahr) fällt verteilt übers ganze Jahr.

## Bevölkerungsentwicklung
| Jahr      | 1970 | 1981 | 1991 | 2001 | 2011 | 2021 |
| Einwohner | 343  | 258  | 223  | 192  | 159  | 110  |

Der kontinuierliche Bevölkerungsrückgang in der zweiten Hälfte des 20. Jahrhunderts ist im Wesentlichen auf die Mechanisierung der Landwirtschaft und den damit einhergehenden Verlust an Arbeitsplätzen zurückzuführen.

## Sehenswürdigkeiten
- Kreuzkirche (Iglesia de la Invención de Santa Cruz)

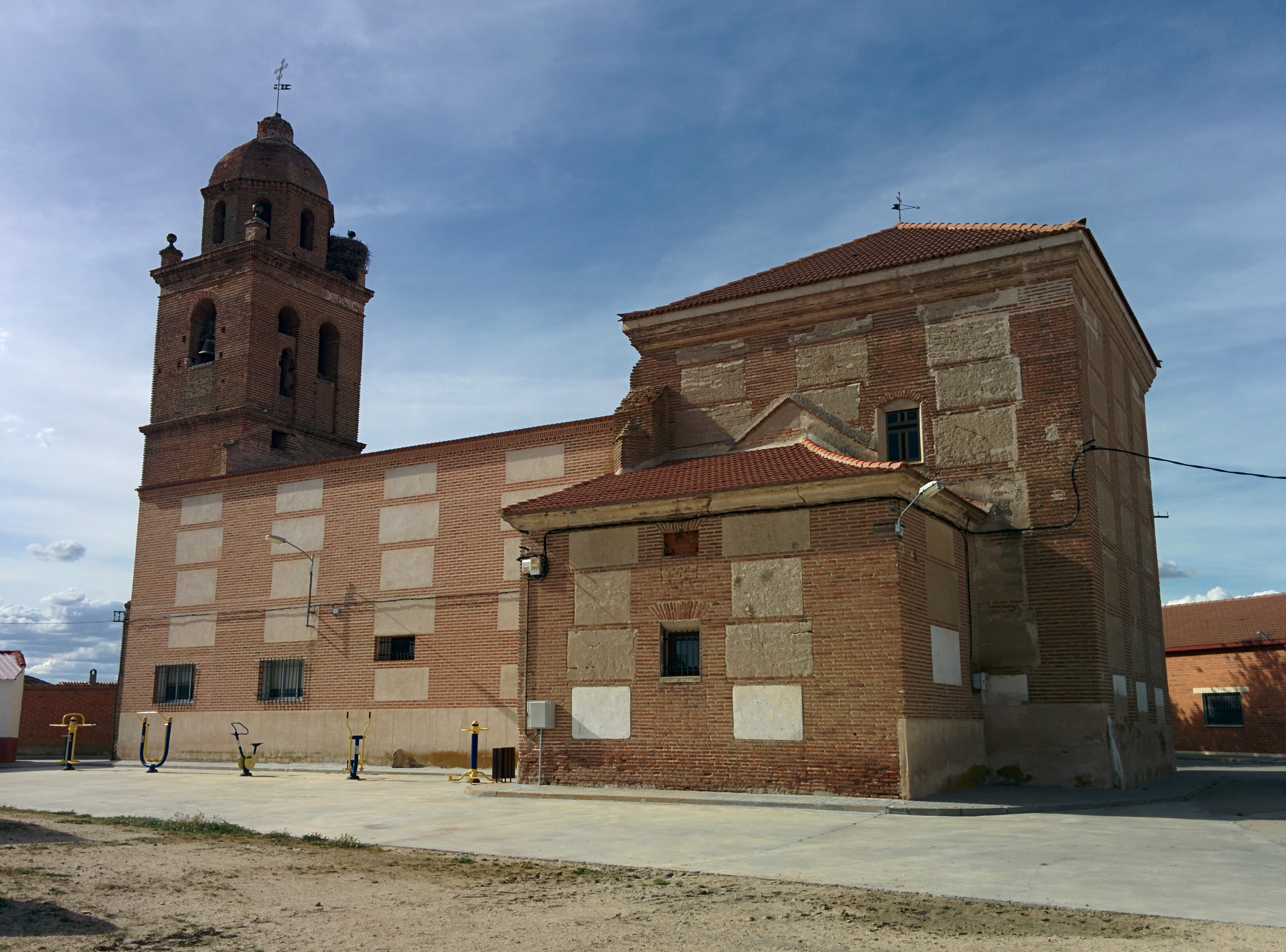
Kreuzkirche
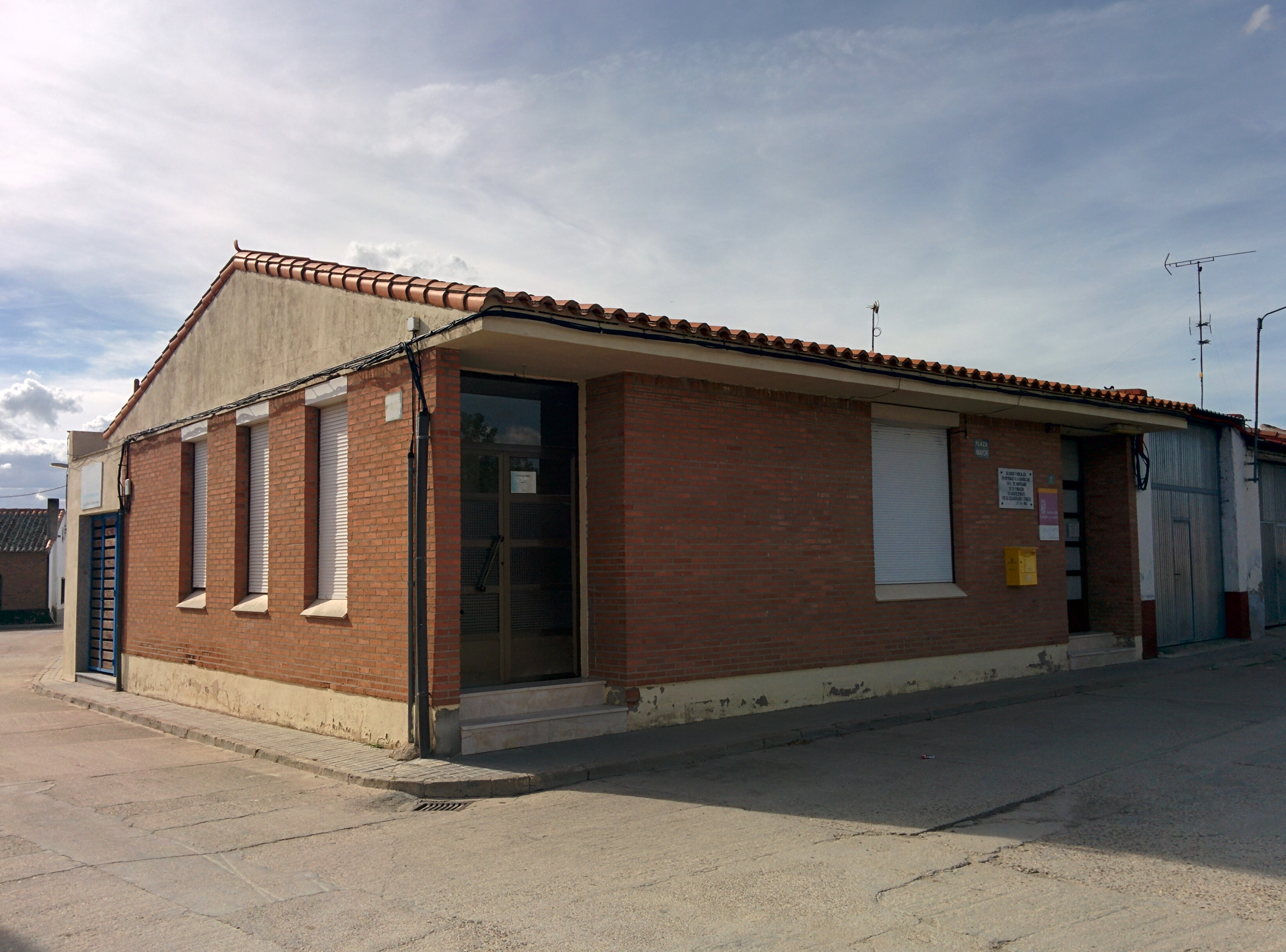
Rathaus